# Tiquilia mexicana
Tiquilia mexicana là loài thực vật có hoa trong họ Mồ hôi. Loài này được (S. Watson) A.T. Richardson miêu tả khoa học đầu tiên năm 1976.